# Adam A700
Adam A700 AdamJet je bil predlagan dvomotorni zelo lahek reaktivec, ki ga je razvijal ameriški proizvajalec Adam Aircraft Industries. A700 je bil razvit vzporedno s propelerskim Adam A500, s katerim si delita veliko sestavnih delov. A700 poganjata dva turbovetilatorska morja Williams FJ33.
Prvi prototip je prvič poletel 28. julija 2003, skupaj so zgradili dva prototipa.A700 ima ravno krilo (brez naklona) in dve smerni krmili.

## Specifikacije (A700)
Podatki iz Adam Aircraft website
Splošne karakteristike
- Posadka: 2 ali 2 pilota
- Število sedežev: 4-6 potnikov
- Dolžina: 40 ft 9 in (12,42 m)
- Razpon kril: 44 ft (13,41 m)
- Višina: 9 ft 7 in (2,93 m)
- Teža praznega letala: 5550 lb (2523 kg)
- Maks. vzletna teža: 9350 lb (4250 kg)
- Pogon letala: 2 × Williams FJ-33-4A turbofan, 1350 lbf (6 kN) vsak

 Zmogljivost 
- Maks. hitrost: 382 mph (612 km/h)
- Hitrost porušitve vzgona: 73 vozlov (118 km/h)
- Doseg: 1611 mi (2646 km)
- Višina leta: 41000 ft (12500 m)
- Hitrost vzpenjanja: 2550 ft/min (777 m/min)

Letalska elektronika

- Avidyne Entegra (stekleni kokpit)